# 大洲 (宜蘭縣)
大洲，是台灣宜蘭縣三星鄉的一個傳統地域名稱，位於該鄉東北部。相較於今日行政區，其範圍大致包括大洲村不含西北部、大義村。

## 歷史
台灣清治末期，大洲地區為一街庄，稱為「大洲庄」，隸屬於浮洲堡。該庄昔日西北邊及北邊隔濁水溪（今名蘭陽溪）沙洲地及分流與中溪洲庄為界，北邊最東側一小段隔濁水溪主流與溪洲庄為界，東北邊為尾塹庄，東南邊東側較小段與廣興庄為鄰，東南邊西側較大段及西南邊與阿里史庄為鄰。
1901年（日治明治三十四年）11月，廢縣廳改設二十廳，該庄隸屬於宜蘭廳，編入第九區。1905年（明治三十八年）7月，第九區改名「浮洲區」。1909年（明治四十二年）10月，合併二十廳為十二廳，該庄仍隸屬於宜蘭廳。1920年（大正九年），廢十二廳改設五州二廳，該庄改制為「大洲」大字，隸屬於臺北州羅東郡三星庄。
戰後三星庄改制為三星鄉，隸屬於臺北縣，大字改制為村。1950年10月，北、基、宜分治，三星鄉改隸屬於宜蘭縣。

## 聚落
本地區發展較早的聚落為大洲，在日治期初期的官方地圖上已有記載。此外，本地區尚有頂大義聚落。

## 交通
縣道196號（上將路五段～二段）是三星至五結鄉下清水的道路，大致以西南西－東北東走向蜿蜒經過大洲地區。由該道路向西南西可前往阿里史與紅柴林交界地帶、叭哩沙並止於省道台7丙線路口，向東北東可前往尾塹、歪子歪、竹林、頂五結、中一結、中二結、四百名、一百甲並止於五結防潮閘門西北側。
鄉道宜26線（中興路、大洲原路、上將路二段、大洲路）是楓林至羅東鎮北成的道路，大致以西北西－東南東走向由本地區北部蜿蜒入境，至縣道196號轉東北東與其共線，至大洲路轉南南東獨行至出境。由該道路向西北西轉西可前往中溪洲、紅柴林後轉南止於縣道196號路口，向南南東可前往廣興、北成並止於省道台9線路口。	
鄉道宜26-2線是慈恩寺至大義的道路，其南側端點位於本地區西部縣道196號路口。由此向北北西蜿蜒出境後，可前往中溪洲西部並止於鄉道宜26線路口。
鄉道宜47線是尚武至十九結的道路，大致以縱向經過本地區最西端，並與縣道196號相交。由該道路向北經鄉道宜26線路口後可前往中溪洲西北部邊界外緣紅柴林堤防道路，向南可前往阿里史地區的十九結聚落南側並止於省道台7丙線路口。
鄉道宜49線是大義至冬山鄉大進的道路，其北側端點位於本地區中部縣道196號路口。由此向南南東出境後，可前往阿里史、小南澳並止於鄉道宜33線路口。
鄉道宜61線（大洲路）是尚德至大洲的道路，其南側端點位於本地區東部大洲聚落縣道196號路口。由此向北北西可前往深溝東部並止於其北部邊界地帶的省道台7線路口。

## 學校
- 大洲國小